# وسواس بیمارگونه
وسواس بیمارگونه (اسپانیایی: Twisted Obsession‎) با نام اصلی رؤیای میمون دیوانه (اسپانیایی: El sueño del mono loco‎) یک فیلم اروتیک دلهره‌آور فرانسوی-اسپانیایی به کارگردانی فرناندو تروئبا است که در سال ۱۹۸۹ منتشر و در همان سال برندهٔ جایزه گویا برای بهترین فیلم شد. تصویربرداری این فیلم در شهرهای مادرید و پاریس صورت گرفت و در چهل و ششمین دورهٔ جشنواره فیلم ونیز اکران شد.

## گزیدهٔ بازیگران
- جف گلدبلوم
- میراندا ریچاردسون
- انیمون[۶]
- دانیل سکالدی
- دکستر فلچر
- آریل دومبال[۶]
- آسونسیون بالاگه[۶]
- لیزا واکر